# Jan Bendig

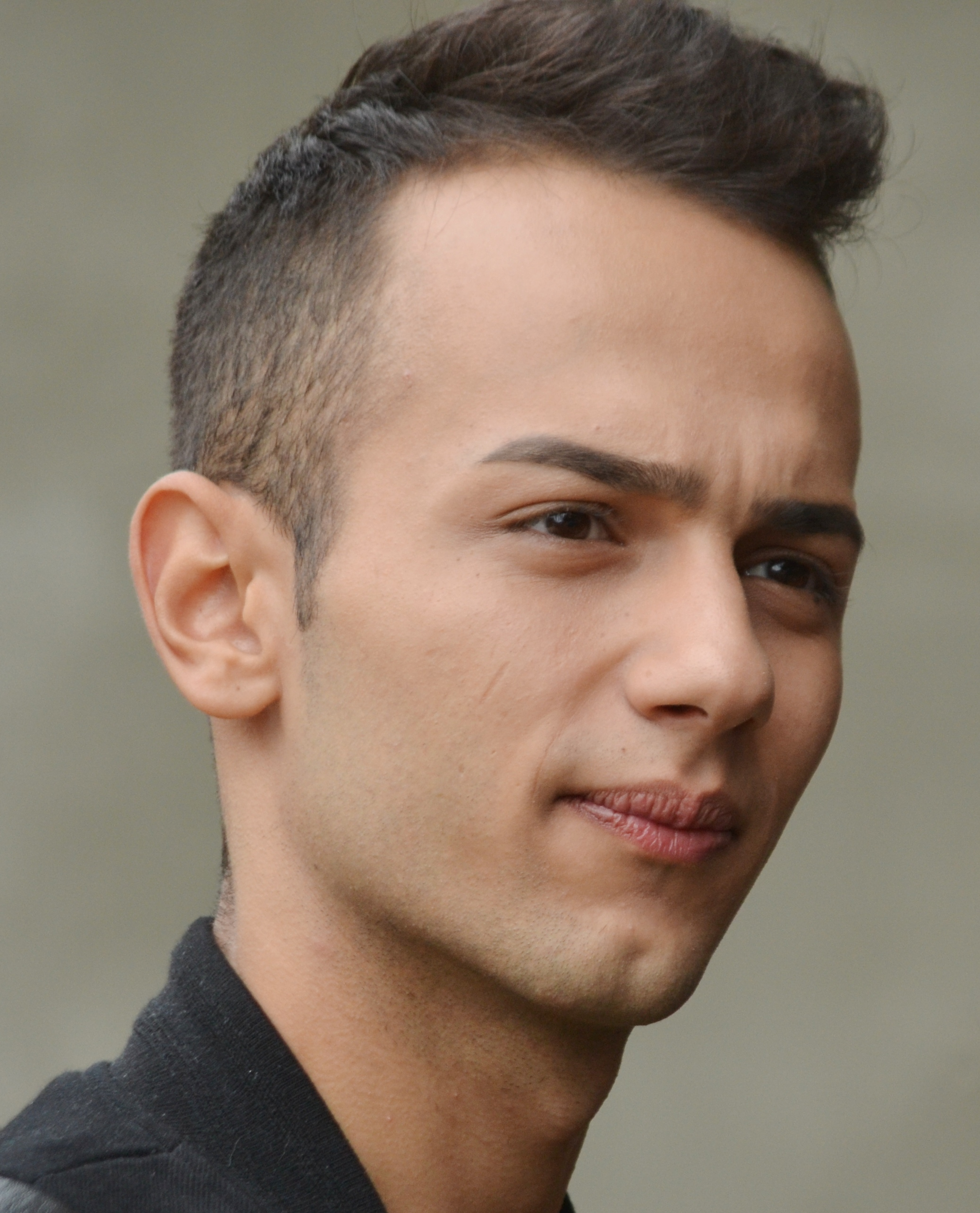
Jan Bendig 2014

Jan Bendig (* 14. Februar 1994 in Hradec Králové) ist ein tschechischer Sänger, Musiker und Schauspieler. Er singt auf Romanes, Tschechisch und Englisch. Bendig gehört dem Volk der Roma an und bezeichnet sich in der Öffentlichkeit als schwul.
Im Jahr 2009 war Jan Bendig Finalist in der ersten Staffel der Castingshow Tschechisch-Slowakischer SuperStar. Es folgten Duette u. a. mit den in Tschechien bekannten Sängerinnen Ewa Farna und Kateřina Brožová. Seine Single Sweet 17 erschien 2012, das Debütalbum Never give up 2013. Ein neues Album wurde für den Sommer 2016 angekündigt. Des Weiteren hatte Bendig einige Auftritte in einigen tschechischen Serien, Filmen und Fernsehproduktionen. So spielte er unter anderem 2012 in der tschechischen Filmkomödie Skolni vylet die Hauptrolle des Ondrej. Weitere öffentliche Auftritte hatte Bendig sowohl im Rahmen von Roma-Kulturevents wie dem Khamoro Festival als auch bei LGBT-Pride-Veranstaltungen in Prag.

## Diskografie
- 2010: Malo Te Znam (Song auf Compilation 1. Česko Slovenská SuperStar)
- 2012: Sweet 17 (Single)
- 2013: Never give up (Album)
- 2015: Me tut užarav (Single)
- 2016: Roma Boy (Single)